# Han van Meegeren
Han van Meegeren, vlastním jménem Henricus Antonius van Meegeren (10. října 1889 – 30. prosince 1947), byl nizozemský malíř, jeden z největších padělatelů v historii umění.

## Život

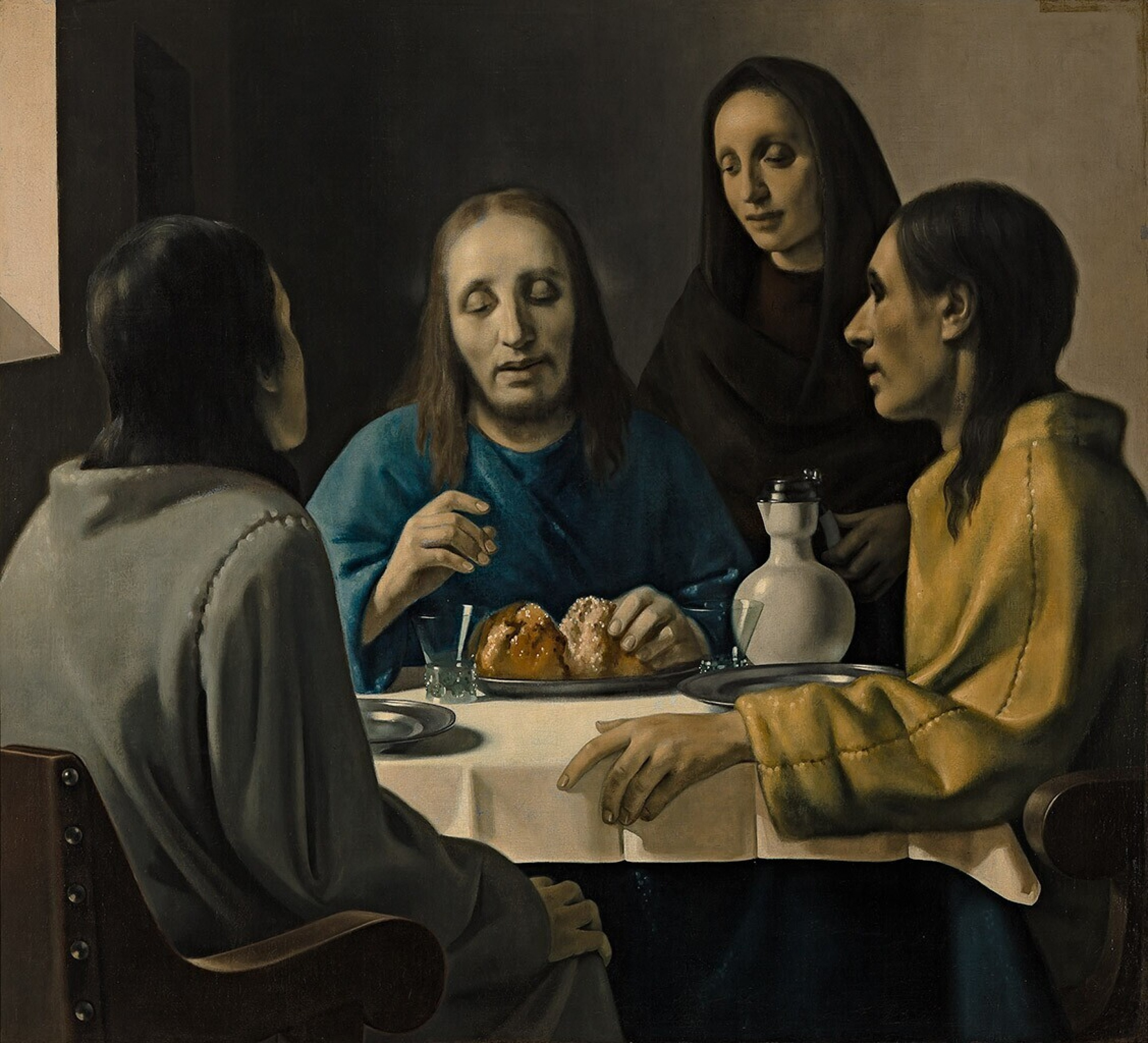
Emauzští učedníci. Obraz je odvozen od Caravaggiova obrazu stejného jména. Znalec Abraham Bredius jej nazval "tím dílem Vermeera z Delft" a muzeum ho zakoupilo za půl miliónu zlatých

Specializoval se na falšování děl největšího holandského malíře 17. století, Jana Vermeera. Meegerenovy padělky představovaly ve své době absolutní vrchol padělatelství uměleckých děl. Byly tak dobré, že největší soudobí znalci i po upozornění, že jde o padělek, a opětovném podrobném prozkoumání díla často trvali na tom, že jde o pravý obraz.

Meegeren při tvorbě padělků postupoval velice rafinovaně. Nekopíroval Vermeerovy obrazy z galerií, místo toho maloval jeho slavné obrazy, které v průběhu staletí zmizely (v jistém smyslu tedy šlo o původní tvorbu). Namaloval mimo jiné i Emauzské učedníky, kteří byli několik let umístěni v Boymanově muzeu v Rotterdamu jakožto nejvýznamnější exponát muzea a jedna z nejvýznamnějších holandských kulturních památek (dodnes existují lidé, kteří odmítají uznat, že jde o padělek).

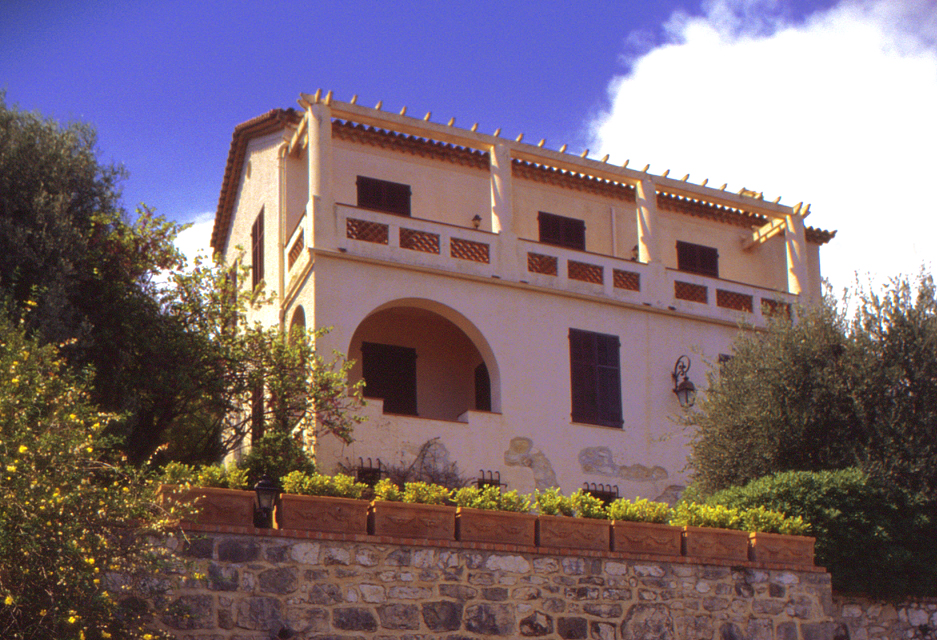
Residence Villa Primavera, v níž namaloval Meegeren své Emauzské účedníky

Meegeren vynalezl mnoho novátorských postupů, jak navodit u nových maleb vzhled přirozeného stáří, které se mezi padělateli používají dodnes. Maloval na stará plátna z doby, z níž měly padělané obrazy pocházet. Zdá se, že alespoň v některých případech pro něj tvorba padělků představovala svéráznou pomstu lidem, které činil zodpovědnými za neúspěch vlastní malířské kariéry. (Soudobí odborníci odmítali jeho tvorbu kvůli nemodernímu stylu.) Jednalo se o učitele na akademii, kde studoval, a kritiky, kteří strhali jeho díla – jim s gustem prodal nemalou část svých falzifikátů.
Asi by nikdy nebyl odhalen, kdyby jeden ze svých nejlepších padělků neprodal Hermannu Göringovi. Padělek Kristus a cizoložnice byl prodán za tehdejších 1 650 000 holandských guldenů, což byla nejvyšší cena, jaká kdy byla za padělek vyplacena. Ekvivalentní cena v anglické měně činila 4 000 000 liber. Po válce byl zatčen jako kolaborant s nacisty, a než by se nechal odsoudit pro napomáhání vykrádání holandského kulturního dědictví a rozkrádání židovského majetku (za což mohl být odsouzen k trestu smrti), přiznal se k padělatelství.

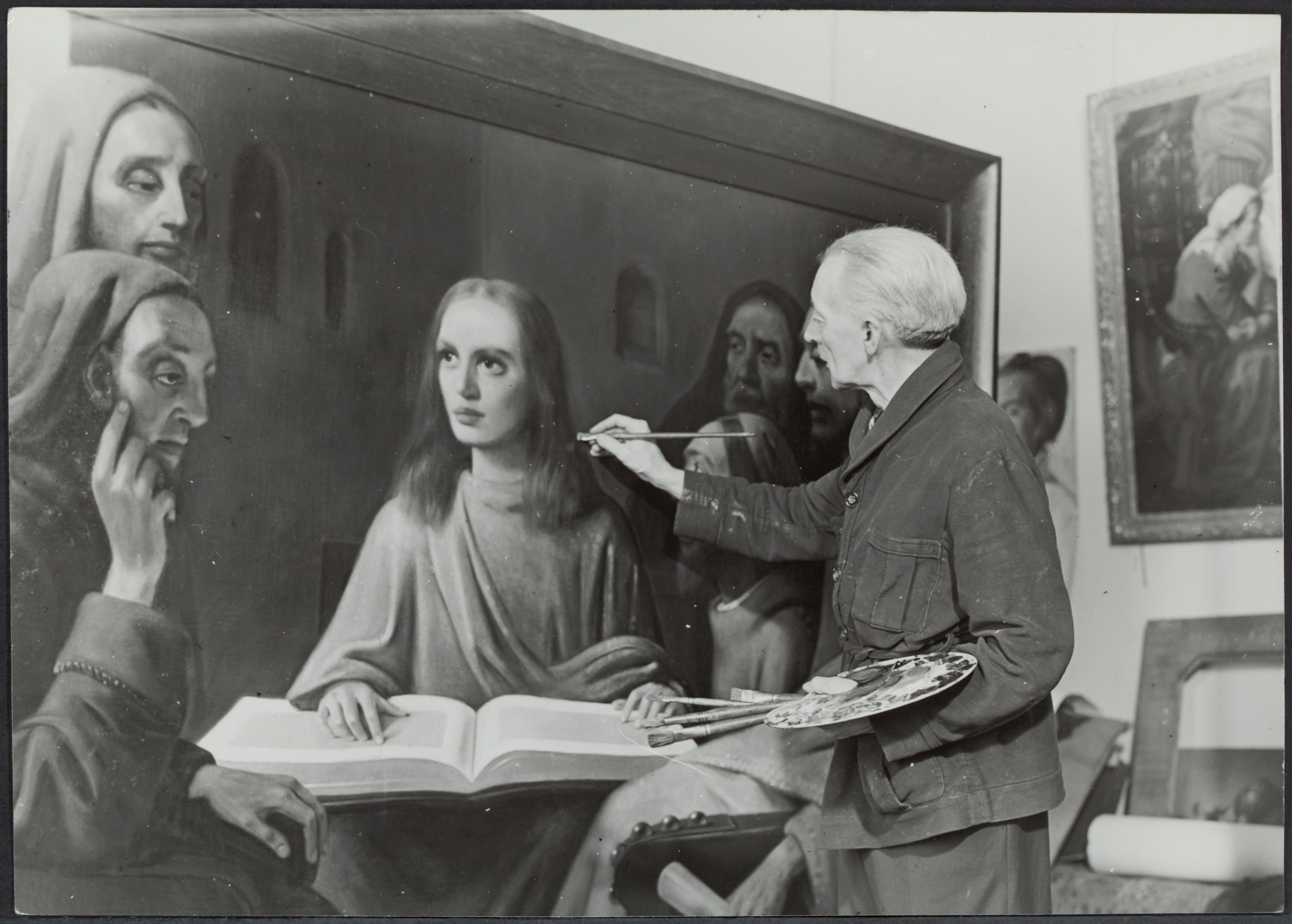
Jako důkaz své neviny maluje Meegeren obraz Kristus mezi učenci ve stylu Vermeera. Fotografie z října 1945

Když vyjmenoval všechny své padělky včetně Emauzských učedníků, odborníci se mu vysmáli a u všech obrazů potvrdili pravost. Vážně jej začali brát teprve poté, když ve vězení namaloval „Vermeerův obraz“ Kristus mezi učenci, nicméně většina z nich trvala na pravosti obrazů i nadále. Přišel však poslední Meegerenův triumf – načrtl malbu, která byla původně na plátně, na které namaloval Emauzské učedníky, a rentgen prokázal, že tato malba pod vrchní malbou skutečně je. To bylo pro většinu odborníků dostatečným důkazem, že jde o Meegerenův falzifikát, protože bylo vyloučeno, aby mohl zjistit původní malbu, aniž by obraz sám namaloval. Později přišli experti s dalšími důkazy – Meegeren si sice vytvářel barvy sám, pokud možno stejně jako malíři, které falšoval, nicméně nepodařilo se mu zcela vyhnout tomu, aby se v nich tu a tam neobjevily příměsi v jejich době neexistující. V průběhu deseti let po Meegerenově smrti bylo provedeno několik složitých chemických analýz, které nade vši pochybnost prokázaly, že obrazy byly namalovány až ve 20. století.
Trest jednoho roku vězení, k němuž byl 12. listopadu 1947 odsouzen, byl v podstatě směšný, uvážíme-li rozsah jeho tvorby a příjmy z ní, a ani ten si neměl odsedět celý, neboť královna dala najevo, že žádosti o milost, již podal jeho advokát, hodlá vyhovět. Krátce před tím, než se tak stalo, však Meegeren 30. prosince roku 1947 zemřel na selhání srdce.
Jeho vlastnictví bylo vydraženo a obrazy se staly slavné pod jeho jménem. Dokonce se začaly padělat i jeho vlastní padělky. Mezi největšími padělateli byl jeho syn Jacques, který podepisoval svoje díla jménem otce, aby za ně dostal lepší cenu. Meegeren je dodnes považován za největšího padělatele obrazů 20. století a jednoho z největších padělatelů historie. Byl jedním ze „sympatických zločinců“. Proces s ním vyvolal obrovský skandál ve světě umění, zničil kariéru řady expertů, kteří uznali jeho obrazy za pravé, a udělal z něj národního hrdinu, který svým padělkem zesměšnil Göringa. Podle průzkumu veřejného mínění byl v říjnu 1947 druhým nejpopulárnějším Nizozemcem po premiérovi Beelovi.

## Meegerenův obraz v Praze
Padělek Kristus a cizoložnice, který byl v majetku Hermanna Göringa, zapůjčilo Museum Boijmans Van Beuningen v Rotterdamu pro pražskou výstavu Falza? Falza!; tu uspořádala pražská Národní galerie od listopadu 2021 do května 2022. Společně byla vystavena kopie tohoto obrazu z české soukromé sbírky, jejímž autorem byl malíř Josef Steiner (1910–1981).

## Filmové zpracování
Meegerenův případ je převyprávěn v 16. epizodě (Paprsek') seriálu Dobrodružství kriminalistiky; van Meegerena hrál Andrej Hryc.
V roce 2016 byl natočen film Een echte Vermeer (česky Skutečný Vermeer) v koprodukci Nizozemsko, Belgie a Lucembursko; van Meegerena hrál Jeroen Spitzenberger.
Dalším zpracováním je americký film Poslední Vermeer (The Last Vermeer) z roku 2019; van Meegerena hrál Guy Pearce.